# ニコル・バイディソバ
ニコル・バイディソバ（Nicole Vaidišová、1989年4月23日 - ）は、チェコの女子プロテニス選手。両親の仕事の関係で、ドイツ・ニュルンベルクに生まれる。WTAツアーでシングルス6勝を挙げている（ダブルス優勝はない）。身長183cm、体重63kg。右利き、バックハンド・ストロークは両手打ち。長身とルックスを兼ね備え、プレースタイルもよく似ていることから“シャラポワ2世”と呼ばれることがある。

## 来歴
バイディソバは母親の手ほどきで6歳からテニスを始め、2004年に15歳で女子テニス国別対抗戦・フェドカップのチェコ代表選手となった。同年の全米オープンで4大大会にデビューした時、予選3試合を勝ち上がって本戦に進出したが、本戦1回戦で第1シードのジュスティーヌ・エナン＝アーデンに敗れた。2005年度の4大大会成績は、全豪オープンが3回戦、全仏オープンが2回戦、ウィンブルドンが3回戦、2度目の全米オープンが4回戦進出となる。2005年のフェドカップ「ワールドグループ第2部」（最上位の「ワールドグループ」8ヶ国の下位に位置する、次の8ヶ国のグループ） では、4月23日・24日の1回戦でチェコと日本が対戦し、チェコが「3勝2敗」で日本を破った。4月23日に16歳の誕生日を迎えたばかりのバイディソバは、フェド杯デビューでいきなりシングルスに起用された中村藍子を 6-3, 6-1 で破ったが、エースの森上亜希子には 3-6, 2-6 で敗れている。10月には「韓国オープン」と日本の「ジャパン・オープン」で2週連続優勝を遂げた。このジャパン・オープンの決勝では、対戦相手のタチアナ・ゴロビン（フランス）が第2セットの途中で棄権してしまった。
2006年度の4大大会で、ニコル・バイディソバは全豪オープンと全仏オープンの2大会連続でアメリ・モレスモと4回戦で当たった。全豪オープンでは 1-6, 1-6 で完敗したが、全仏オープンでは地元フランスの大会で初の第1シードとなったモレスモを 6-7, 6-1, 6-2 で破り、地元声援の壁を打ち破った。続く準々決勝でもビーナス・ウィリアムズに勝ったが、初めての準決勝では2004年全米オープン優勝者のスベトラーナ・クズネツォワに 7-5, 6-7, 2-6 で逆転負けした。全仏オープン後の4大大会成績は、ウィンブルドンでは4回戦で李娜（中国）に 6-4, 1-6, 3-6 の逆転で敗れ、全米オープンは3回戦でエレナ・ヤンコビッチ（セルビア）に敗れた。
2007年の全豪オープンで、バイディソバは第10シードから自身2度目の4大大会準決勝に勝ち進んだが、過去にこの大会で2003年・2005年と2度の優勝経験を持つセリーナ・ウィリアムズに 6-7, 4-6 で敗れた。この年はウィンブルドンで初のベスト8進出がある。バイディソバは4回戦で大会前年優勝者のアメリ・モレスモを破ったが、続く準々決勝でアナ・イバノビッチ（セルビア）に 6-4, 2-6, 5-7 で逆転負けした。2008年はウィンブルドンで2年連続のベスト8に入ったが、準々決勝で鄭潔（中国）に 2-6, 7-5, 1-6 で敗れ、（2年前の4回戦と同じように）中国人選手に道を阻まれた。
2010年3月、ランキングが100位以下に落ちて低迷していたバイディソバは、ラデク・ステパネクとの結婚と現役引退を発表した。2010年7月に挙式した。
2013年に離婚。2014年9月に現役へ復帰したが、好成績を残すことは出来ず2016年に再び現役を引退した。2018年にラデク・ステパネクと復縁し再婚。6月第一子女児を出産した。

## WTAツアー決勝進出結果

### シングルス: 7回 (6勝1敗)
| 大会グレード         |
| -------------------- |
| グランドスラム (0–0) |
| ティア I (0–0)       |
| ティア II (0–0)      |
| ティア III (3–1)     |
| ティア IV & V (3–0)  |

| 結果   | No. | 決勝日         | 大会           | サーフェス | 対戦相手               | スコア               |
| ------ | --- | -------------- | -------------- | ---------- | ---------------------- | -------------------- |
| 優勝   | 1.  | 2004年8月15日  | バンクーバー   | ハード     | ローラ・グランビル     | 2–6, 6–4, 6–2        |
| 優勝   | 2.  | 2004年10月17日 | タシケント     | ハード     | ビルジニ・ラザノ       | 5–7, 6–3, 6–2        |
| 準優勝 | 1.  | 2005年5月23日  | イスタンブール | クレー     | ビーナス・ウィリアムズ | 3–6, 2–6             |
| 優勝   | 3.  | 2005年10月2日  | ソウル         | ハード     | エレナ・ヤンコビッチ   | 7–5, 6–3             |
| 優勝   | 4.  | 2005年10月9日  | 東京           | ハード     | タチアナ・ゴロビン     | 7–6(4), 3–2 途中棄権 |
| 優勝   | 5.  | 2005年10月16日 | バンコク       | ハード     | ナディア・ペトロワ     | 6–1, 6–7(5), 7–5     |
| 優勝   | 6.  | 2006年8月27日  | ストラスブール | クレー     | 彭帥                   | 7–6(7), 6–3          |

## 4大大会シングルス成績
略語の説明
| W | F | SF | QF | #R | RR | Q# | LQ | A | Z# | PO | G | S | B | NMS | P | NH |

W=優勝, F=準優勝, SF=ベスト4, QF=ベスト8, #R=#回戦敗退, RR=ラウンドロビン敗退, Q#=予選#回戦敗退, LQ=予選敗退, A=大会不参加, Z#=デビスカップ/BJKカップ地域ゾーン, PO=デビスカップ/BJKカッププレーオフ, G=オリンピック金メダル, S=オリンピック銀メダル, B=オリンピック銅メダル, NMS=マスターズシリーズから降格, P=開催延期, NH=開催なし.
| 大会           | 2004 | 2005 | 2006 | 2007 | 2008 | 2009 | 通算成績 |
| -------------- | ---- | ---- | ---- | ---- | ---- | ---- | -------- |
| 全豪オープン   | A    | 3R   | 4R   | SF   | 4R   | 1R   | 13–5     |
| 全仏オープン   | LQ   | 2R   | SF   | QF   | 1R   | 1R   | 10–5     |
| ウィンブルドン | LQ   | 3R   | 4R   | QF   | QF   | 1R   | 13–5     |
| 全米オープン   | 1R   | 4R   | 3R   | 3R   | 2R   | LQ   | 8–5      |

## スポンサーシップ
- リーボック（2005年） - イメージキャラクターとして複数年契約[1]。